# Hua Zang Si
Hua Zang Si is een Chinese boeddhistische tempel in San Francisco. De tempel huist in een oud-kerkgebouw van neogotische stijl. In december 2004 werd de tempel officieel geopend. Het gebouw werd in 1900 gebouwd als de St. John's Evangelical Lutheran Church voor Duitse immigranten. In 2002 werd het kerkgebouw verkocht aan United International World Buddhism Association. De tempel is verdeeld in de volgende hallen: 
- Maitreya Bodhisattva Hall
- Sakyamuni Buddha Hall
- Amitabha Buddha Hall en de tempel heeft de Dharma Protector Pavilion in de tuin, waar Sangharama wordt vereerd.

Elke zondag worden er meditatiecursussen in de tempel gehouden.